# L'Espagnol (adaptation télévisée)

L'Espagnol est un téléfilm français en 2 parties et en noir et blanc réalisé en 1967 par  Jean Prat, adapté du roman éponyme de Bernard Clavel.  
- première partie : L'Étranger dans la vigne diffusée le mardi 11 avril 1967

- deuxième partie : Les Dernières vendanges diffusée le mardi 18 avril 1967

## Distribution
- Jean-Claude Rolland : Pablo Sanchez
- Dominique Davray : Germaine Bouchot
- Léonce Corne : « Clopineau »
- France Beucler : Jeannette Bouchot, la fille de Lucien et de Germaine, handicapée
- Roger Ibanez : Enrique Perder, l'autre Républicain espagnol
- Paul Frankeur : Lucien Bouchot
- Jean-Louis Le Goff : Le maire
- Jean-Paul Frankeur : Pierre Bouchot, le fils de Lucien et de Germaine
- Gabrielle Doulcet : Marguerite
- Claude Brosset : un maquisard
- Claude Joseph : Le lieutenant Dubois
- François Cadet : Godard
- Raoul Curet : Le curé
- Michèle Moretti : Mariana
- Michel Baudinat : Buatois
- Jeanne Allard

## Résumé des épisodes

### Partie:L’Étranger dans la vigne

#### Synopsis de la première partie
Octobre 1939. Deux républicains espagnols, Pablo (L’Espagnol) et Enrique, récemment libérés des camps, sont engagés comme ouvriers agricoles dans une famille de vignerons. Pablo a tout perdu, son pays, son foyer, sa femme. Il lui faut vivre même s’il n’en a plus le courage… Ils arrivent à Château-Chalon, petit village du Jura. Les deux hommes sont engagés comme ouvriers agricoles chez des vignerons. Pablo est un homme brisé par la guerre. Depuis la perte de sa femme, il n’aspire qu’à une vie tranquille, loin de tous combats. Son compagnon de camp, Enrique, est très différent : pour lui, la lutte continue. Il quitte rapidement la ferme. Pablo s’attache à cette terre qui lui a redonné le goût de la vie – il met toute sa joie à la faire fructifier. Au milieu d’une guerre qui ne le concerne pas, il poursuit obstinément une œuvre de paix.
L’adaptation est difficile. Pablo, ex-dessinateur fait la rencontre de Clopineau, un vieux paysan plein de bon sens qui lui apprend à aimer et à cultiver la terre. Cet homme qui n’avait plus goût à rien, retrouve des raisons de vivre, il s’attache à la terre et tombe amoureux. Enrique, n’accepte pas les servitudes de la ferme ; très vite, il repart vers un nouveau combat…

#### Résumé détaillé de la première partie
Octobre 1939. Pendant la seconde guerre Mondiale. Six espagnols réfugiés politiques sont dans un camion. Pablo n’est pas du parti de Franco. Ils demandent leur chemin à un café. Des réfugiés, des « rouges » sont dans le camion. Ils étaient dans un camp et ils sont sortis pour faire la vendange.  Pablo a fait la Guerre d’Espagne. Il a vécu un passage douloureux dans les camps. Seuls Pablo et Enrique vont faire les vendanges. Ils hébergent chez un vigneron nommé Lucien. Dans cette ferme, sont présents Lucien, le patron, sa femme Germaine et sa fille Jeannette, seize ans, qui est un peu attardée. L’ami de la famille est aussi présent, nomme Clopineau.  On l’appelle ainsi car il boîte. Lucien a eu un accident à la guerre, du fait qu’il boîte lui aussi. Lucien boit beaucoup de vin et sa famille lui reproche. C’est à cause de la boisson qu’il a eu son accident, il est tombé de la voiture qu’il conduisait en revenant de la foire deux ans auparavant, sa jambe depuis est restée raide. Pablo ne veut plus parler de la guerre. Pablo est bilingue, il traduit donc le français à Enrique et inversement à Lucien. Il dort avec son ami dans l’ancienne écurie. On apprend qu’un homme s’y est déjà pendu.  Pablo a tout perdu,  sa femme Mariana ainsi que sa maison, brûlée par les franquistes. Les nuits, il pense beaucoup à elle. Dans une scène, on peut voir l’image de sa femme qui trouble ses pensées. Le lendemain, ils travaillent tous les deux dans l’agriculture. Le patron lui donne des consignes et lui dit de s’occuper des vendanges. Lucien se moque du nom de famille de Pablo qui est Sanchez. Cela se prononce comme « sans chaise » et Lucien fait un calembour dessus en disant « Tu ne peux pas t’asseoir ». Avant, Pablo était dessinateur dans une maison de publicité. Enrique était chauffeur de taxi. Ils chargent les sapines sur le chariot. Lucien préfère appeler Enrique « Henri ». Ils récoltent le raisin. Pablo porte la « bouille » dans lequel on met le raisin. Lucien lui donne des conseils pour son travail pour que Pablo s’épuise moins. Lucien trouve trop faible Enrique, voilà pourquoi il préfère que ce soit Pablo qui se charge de transporter le raisin. Le travail est très fatigant pour Pablo. La nuit, ils doivent décharger et presser le raisin. Pablo presse le raisin avec Clopineau. Enrique, quant à lui, n‘en peut plus et veut manger et dormir.  Enrique veut coucher avec la femme de Lucien. Enrique veut s’engager pour faire la guerre car il n’aime pas la vendange. Lucien donne une paye de 500 francs à Enrique. 
Lucien tombe malade. Jeannette s’inquiète pour son père. Jeannette pleure chaque fois qu’elle voit le médecin depuis la mort de son grand-père. Elle sent la mort venir. Lucien a fait une attaque, c’est sa deuxième. Pierre le fils de Lucien, est de retour. Pierre est soldat près de la frontière franco-allemande, à la  ligne Maginot. Il a réussi à avoir deux jours de permission. Il veut voir Denise, sa fiancée. Lucien est mourant. Pablo est désigné comme héritier pour reprendre les vignes comme Lucien va mourir. Pablo accepte, il est mieux là qu’aux camps. Pablo dort à présent dans la chambre de Pierre. Pablo est un bon ouvrier, tout le monde l’aime bien. La récolte est bonne, Pablo veut lui annoncer mais Lucien n’entend plus comme avant. Pablo écrit alors sur un papier pour lui annoncer la bonne nouvelle. Lucien écrit à son tour, il écrit qu’il veut voir Jeannette. Pablo a une nouvelle fois l’image de sa femme, la nuit. 
Décembre 1939. Pablo s’énerve car la terre n’est pas bonne pour labourer, elle contient trop de cailloux. Lucien est de plus en plus souffrant. Écrire est sa seule façon de communiquer. Il demande du bois pour le feu étant donné que c’est l’hiver. Pablo fait le bûcheron avec Clopineau. Il répare aussi la maison, fait de la peinture, répare le toit, remet des tuiles en place. Il veille sur Julien et Jeannette.  Pablo est devenu le nouveau patron de la vendange. 
Mai 1940. Les Allemands sont entrés en Belgique. Clopineau annonce la nouvelle à Pablo. 
Juin 1940. Des villageois s’en vont car les Allemands sont à Dole en France. Le médecin annonce la mort de Lucien. Pas de cercueil car pas de menuisier, pas d’enfants de chœur, de croque-mort car ils sont partis à cause des Allemands. Pablo se charge de faire le cercueil avec Clopineau. Il met une croix sur le cercueil. Le maire arrive, le soir. Les Allemands arrivent, ils sont à Poligny, dans le Jura. Pablo et Clopineau enterrent Lucien. Des avions passent. Les bombardements commencent. Pablo s’en va avec Germaine et Jeannette.

### Partie:Les Dernières Vendanges

#### Synopsis de la seconde partie
Depuis la mort du patron, l’Espagnol s’occupe activement de la ferme. Il s’est attaché à cette terre, mais aussi à Jeannette, cette enfant sans défense qui lui a donné l’illusion d’un foyer. Il incite Germaine à acheter de nouvelles terres, seules valeurs sûres en cette période troublée. Mais la guerre continue : des maquis s’organisent. Un jour Enrique revient. Il veut emmener Pablo dans le maquis. Ce dernier hésite. Il veut oublier cette guerre qui lui a fait tant de mal. Mais il ne peut l’ignorer plus longtemps et repart se battre. Il attrape une grave maladie, est évacué vers un hôpital. À la fin de la guerre, quand il revient à la ferme, personne ne l’y attend...

#### Résumé détaillé de la seconde partie
Pablo, Germaine et Jeannette essaient de se cacher des Allemands. Ils voient les Allemands arriver sur les routes du Jura. Pablo n’en peut plus de cette guerre, dû au traumatisme de la guerre d’Espagne. Leurs seuls ennemis maintenant, sont des vipères attirées par le lait. On apprend que Pierre est prisonnier. Pablo rêve de sa femme, elle a peur, qui s’enfuit dans l’orage. Les éclairs font allusion aux coups de feu. Clopineau les rejoint le lendemain matin. Il leur annonce que les Allemands, au nombre de douze,  sont dans le pays mais ne font que manger la nourriture française en payant avec la monnaie locale. La ferme des Bouchot est toujours intacte. Pablo, de retour, reprend les vendanges et met de l’insecticide. Ils voient une affiche dans le village, l’allocution radiodiffusée par le Maréchal Pétain. Ils ont espoir que la guerre soit terminée. 
Mai 1941. Pablo a une relation avec Germaine. Il persuade Germaine d’aller chez le notaire pour acheter de nouvelles terres car les anciennes ne donnent plus assez de récoltes. Pablo s’est pris d’affection avec Jeannette. Sur les nouvelles terres, Pablo laboure avec Jeannette.  Les jours passent, la récolte est bonne. Ces terres donnent beaucoup de raisin. 
Février 1944. Pablo retrouve Enrique dans un café. Les Allemands recherchent ce dernier. Enrique demande à Pablo de le cacher. Le maire les aide. Enrique veut que Pablo vienne dans le maquis. Chez les Bouchot, le maire veut envoyer Enrique aux bois des épaisses. Le maire veut que Pablo parte aussi. Germaine n’est pas d’accord avec cette décision. Le maire dit que c’est dangereux pour tout le monde si Pablo reste. Le maire conduit les deux espagnols dans les bois. Les deux amis marchent dans les bois. Ils trouvent une ferme dans laquelle ils se reposent. Pablo regrette d’avoir laissé Germaine seule. Pour Enrique, la lutte continue. Ce dernier n’aime pas les Allemands, il pense qu’ils sont les alliées des Franquistes. Il dit à Pablo qu’il faut les tuer. Enrique a un espoir, il croit que les Allemands seront un jour battus et que Franco sera chassé. Si ce jour arrive, les deux compères pourront rentrer chez eux.  Le lendemain, ils s’en vont. Personne ne sait qu’ils vont partir au maquis. Pablo quitte Enrique dans les bois et ce dernier s’en va seul au maquis. Pablo retourne chez Germaine. Celle-ci a demandé une carte d’identité pour Pablo, il n’a plus besoin de se cacher car il est reconnu comme travailleur agricole.  
Eté 1944. Pablo reçoit des nouvelles d’Enrique. Il le rejoint dans les maquis, en pleine forêt. Enrique sait bien parler français maintenant. Pablo fait la rencontre du Lieutenant Dubois. Les américains remontent la vallée du Rhône.  Pablo montre à Marcel comment faire sauter les chars. Enrique est devenu adjudant-chef, il remplace le lieutenant en cas de coup dur.  Pablo est affecté à la troisième section. Enrique dit que le boulot consiste à attaquer les convois des Allemands sur les routes. Ils essayent de tuer les Allemands sur la route. Pablo a peur de la mort. Pablo tombe malade. Il voit une suite de flashbacks, des souvenirs de la ferme. 
Il sort de l’hôpital. Il retourne à la ferme. La guerre est finie. Les villageois crient la victoire de la France sur l’Allemagne. Pierre est revenu, il va se marier. Germaine est ruinée. Pierre veut que Jeannette soit soignée dans une maison, un hôpital. Le lendemain, Pablo reprend le labourage. Pierre veut vendre les terres. Germaine annonce que Jeannette ira à Lons avec les sœurs. Pablo rend visite à Jeannette. Il l’emmène voir les vendanges. Pablo est heureux de cette nouvelle vie.

## Fiche artistique
Adaptation du roman de Bernard Clavel
- Titre : L'espagnol
- Réalisateur : Jean Prat
- Adaptation : Jean Prat et Bernard Clavel
- Directeur de la photographie : Roger Arrignon
- Cadrage : Michel Arburger
- Montage vidéo : Monique Chalmendrier
- Monteur son : Charles Rabeuf
- Mixage audio : Paul Bonnefond
- Compositeur : José Berghmans
- Chef décorateur : Georges Lévy

## Critique de presse
« L’Espagnol commence une autre vie en 1967 sous la forme d’une adaptation pour la télévision. On ne parlait pas à l’époque de téléfilm ou de fiction mais de dramatique. L’Espagnol, réalisé par Jean Prat, demeure un étalon du genre. C’est peu dire que cette adaptation a fait du foin dans le pays. La production a recruté sur place de nombreux figurants. Le Jura allait apparaître pour la première fois à la télé. Au mois d’avril 1967, L’Espagnol, diffusé en deux parties, est un grand sujet de discussion. La liaison entre Pablo et Germaine, dont le mari vient à peine d’être inhumé, ne provoque aucun scandale. Ce ne serait peut-être pas le cas aujourd’hui. [...] Cette dramatique vivra un véritable drame, du moins l’équipe du tournage. Jean Prat avait choisi des comédiens connus et chevronnés – comme l’épatant Paul Frankeur dans le rôle de Lucien Bouchot ou Dominique Davray dans le rôle de Germaine – et d’autres moins connus. Le rôle de L’Espagnol avait été attribué à un comédien catalan : Jean-Claude Rolland, remarqué peu de temps auparavant dans Les Grandes Gueules de Robert Enrico avec Bourvil et Lino Ventura. Jean-Claude Rolland est simplement bouleversant dans son interprétation, il incarne le personnage. Pourtant il ne verra jamais le film terminé. La veille de la diffusion, le 10 avril 1967 il se suicide par pendaison dans sa cellule de la prison de la Santé où il est incarcéré. Il a été écroué début de l'année 1967 en attente de jugement, pour avoir tenté d'incendier la voiture et l'appartement de son épouse, avec laquelle il est en instance de divorce. »

— sur le site www.cancoillotte.net/Documents/Livres_Cancoillotte.doc

« Six années d’une vie dans un très beau livre de 450 pages. Des choses simples : la terre, le ciel, la nature, le travail et la peine des hommes, des rapports vrais, émouvants, entre quelques êtres enracinés dans le quotidien. L’Espagnol de Bernard Clavel ne connaîtra pas les fâcheuses aventures de ses autres romans. D’abord, parce que la télévision respecte davantage les œuvres littéraires que le cinéma. Elle n’est pas obligée de s’assurer les atouts commerciaux de grandes vedettes, en fonction desquelles il faut rebâtir une histoire et écrire des dialogues qui font du bruit. Ensuite, parce que c’est Jean Prat qui a réalisé, L’Espagnol. Dans ses adaptations d’Alphonse Daudet, Barbey d’Aurevilly, Tourgueniev, Roger Vailland, Maupassant (souvent avec le concours de Françoise Dumayet), Jean Prat n’a jamais trahi un auteur. Sa fidélité s’exerce autant sur la lettre, dans les modifications qu’exigent la transposition, que sur l’esprit. Et Jean Prat qui sait que Bernard Clavel, ce « petit auteur » a écrit aussi pour la radio et la télévision, lui a demandé d’écrire lui-même les dialogues de l’Espagnol. Leur collaboration a été très étroite. On se disait en lisant le roman de Bernard Clavel que L’Espagnol est bien un sujet pour la télévision, et l’on est sûr que ce soir, c’est vraiment la voix attachante de, l’auteur qui se fera entendre. »

— Jacques Siclier, (Télérama n° 899 du 9 avril 1967), sur le site www.inst-jeanvigo.eu/confrontation/conf39/espagnol2.htm

« Voyez cette arrivée sur galette d’un téléfilm de 1967 intitulé L’Espagnol et signé Jean Prat. Un téléfilm en deux parties produit par l’ORTF, un obscur réalisateur, une adaptation de Bernard Clavel, des interprètes méconnus : effrayant, non ? Et si on vous disait pourtant que cet Espagnol est bien le cousin émérite de La Maison des bois de Maurice Pialat, création qui fit honneur à la télévision française et qui fait rougir aujourd’hui, tant les productions prime-time flirtent avec le mauvais goût. Un téléfilm en deux parties car il faut d’abord montrer le travail à la ferme et dans les vignes, les relations qui se nouent. Avec une pudeur et une justesse inouïes. Et puis il faut dire également comment l’Histoire rattrape ces êtres déracinés. La guerre, la résistance, le maquis, la route à suivre. Une vie en somme. On ne dira jamais assez combien l’interprétation est immense dans ce téléfilm. Pablo, Enrique, Jeannette. Autant de visages inoubliables. Comme il y eut Doinel, Alexandre ou Pépère et Mémère chez Truffaut, Eustache et Pialat. Prix d’interprétation tout particulier pour Jean-Claude Rolland. Et distinction pour Jean Prat, très grand cinéaste injustement oublié et qui, dans l’Espagnol, enregistre des moments de grâce, de poésie et de liberté comme rarement on en imprime sur pellicule. Oui, ces moments-là sont rares. Et méritent amplement d’être partagés. »

— sur le site : www.pointsdactu.org/article.php3?id_article=1679